# Формальные организации
Формальная организация — организация, характеризующаяся:
- строго предписанными и документально зафиксированными целями, правилами и ролевыми функциями;
- рациональностью и безличностью отношений между её членами;
- наличием органа власти и аппарата управления.

Формальная организация представляет собой способ организованности, построенный на социальной формализации связей, статусов, норм. В качестве примера можно назвать предприятие, ВУЗ, банк и множество других организаций, которые официально зарегистрированы и осуществляют свою деятельность строго в соответствии с формально закрепленными правилами. В них не предусмотрены никакие другие отношения между индивидами, кроме служебных, никакие другие цели, кроме функциональных.